# Frank Winding
Frank Winding Christensen (født 11. februar 1989) er en af profilerne i den danske 2.division vest og er forsvarsspiller for Brabrand IF.

Winding har som utallige andre divisions- og ligaspillere haft sin gang på Hessel Gods Fodboldcollege ved Grenå.

Han har tidligere spillet for Grenå IF og Blokhus FC